# Institutul Cervantes

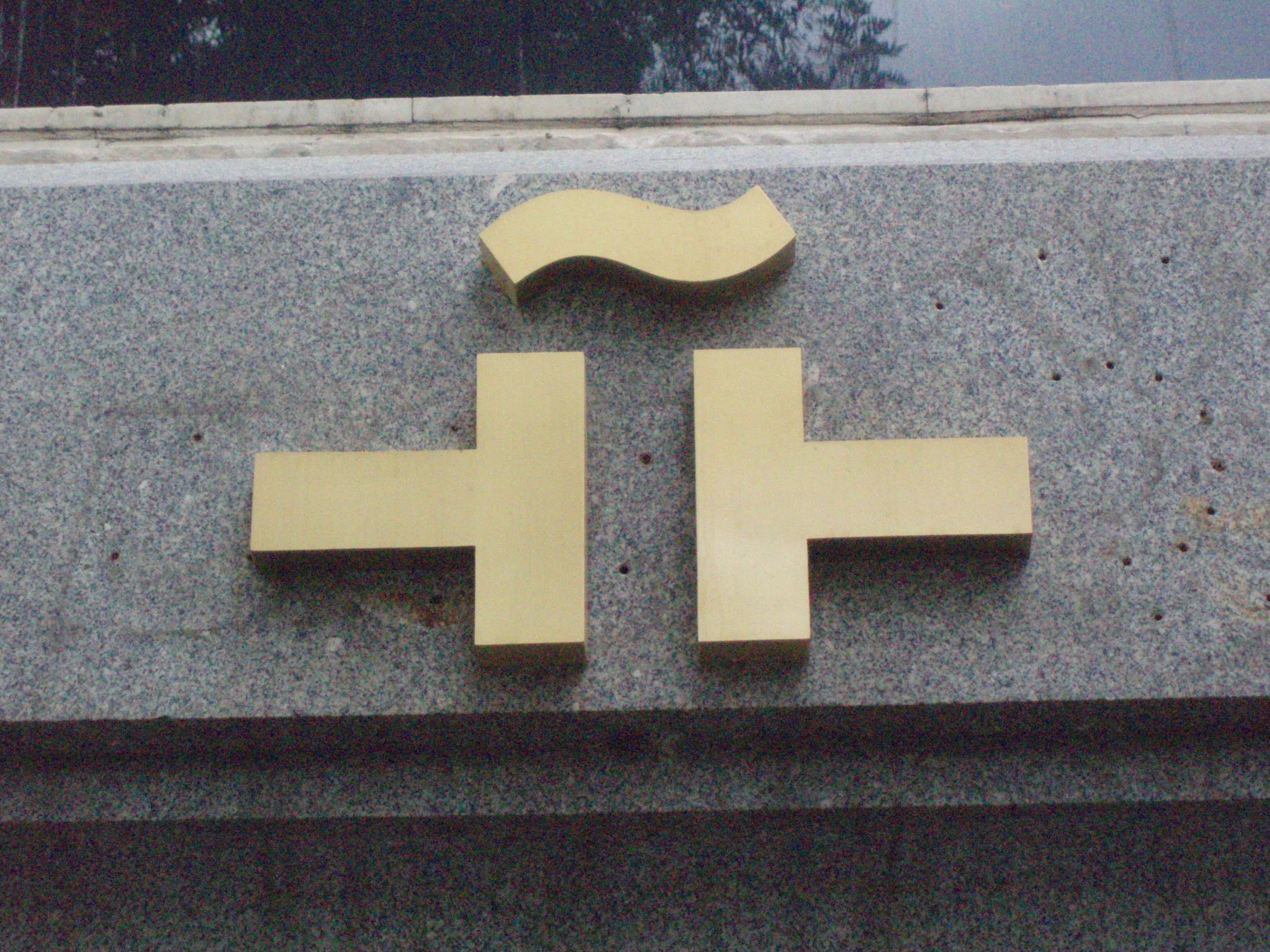
Logo-ul Institutului Cervantes: litera "eñe" (Ñ), litera simbol a limbii spaniole (detaliu de pe frontispiciul Institutului Cervantes din Madrid)

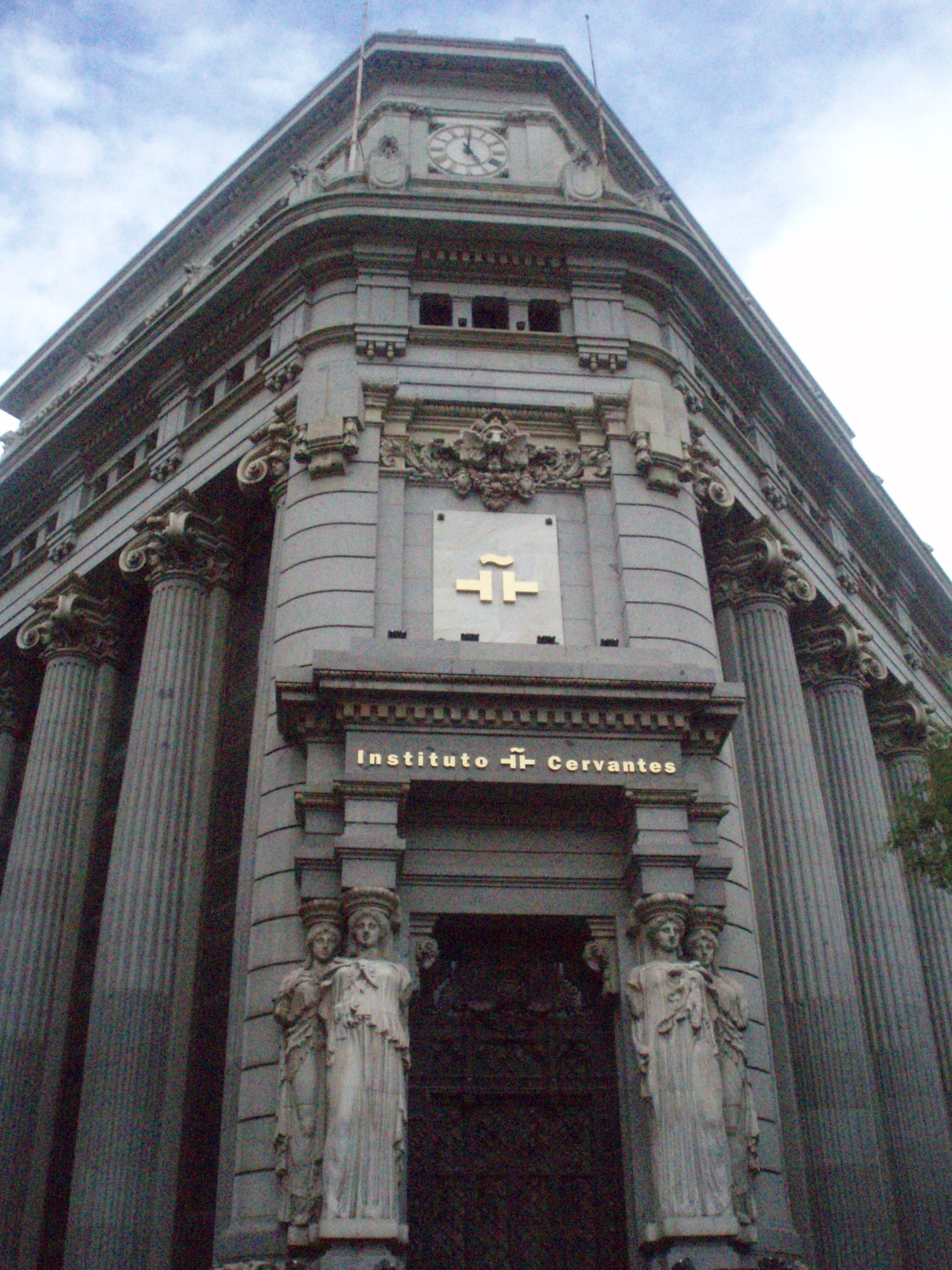
Instituto Cervantes din Madrid

Institutul Cervantes (în spaniolă: Instituto Cervantes) este o organizație non-profit internațională ce a fost creată în anul 1991. Este o instituție culturală care depinde de Ministerul Afacerilor Externe spaniol. Se consacră promovării și predării limbii spaniole, precum și difuzării culturii spaniole și hispano-americane. Sediile institutului sunt la Madrid și la Alcalá de Henares, având o filială și la București. Această instituție este comparabilă cu Alliance française, cu British Council sau cu Goethe-Institut.
Institutul Cervantes, în centrele sale instalate în diferite țări ale lumii, organizează activitățile următoare:
- cursuri generale și specializate de limbă spaniolă;
- biblioteci și centre documentare;
- examene DELE (Diploma de Español como Lengua Extranjera),[2] în colaborare cu Universitatea din Salamanca;
- programe de difuzare a culturii hispanice;
- reflecții asupra învățământului spaniol;
- o susținere a lucrărilor hispaniștilor;
- Publică, în fiecare an, din 1998, un volum numit El español en el mundo,[3] care este o analiză a statutului limbii spaniole în lume și a evoluției ei.
- Gerează[4], din 1997, un site Internet numit Centrul Virtual Cervantes[5], care conține izvoare bibliografice privitoare la limba și cultura spaniolă.

## Originea denumirii Institutului

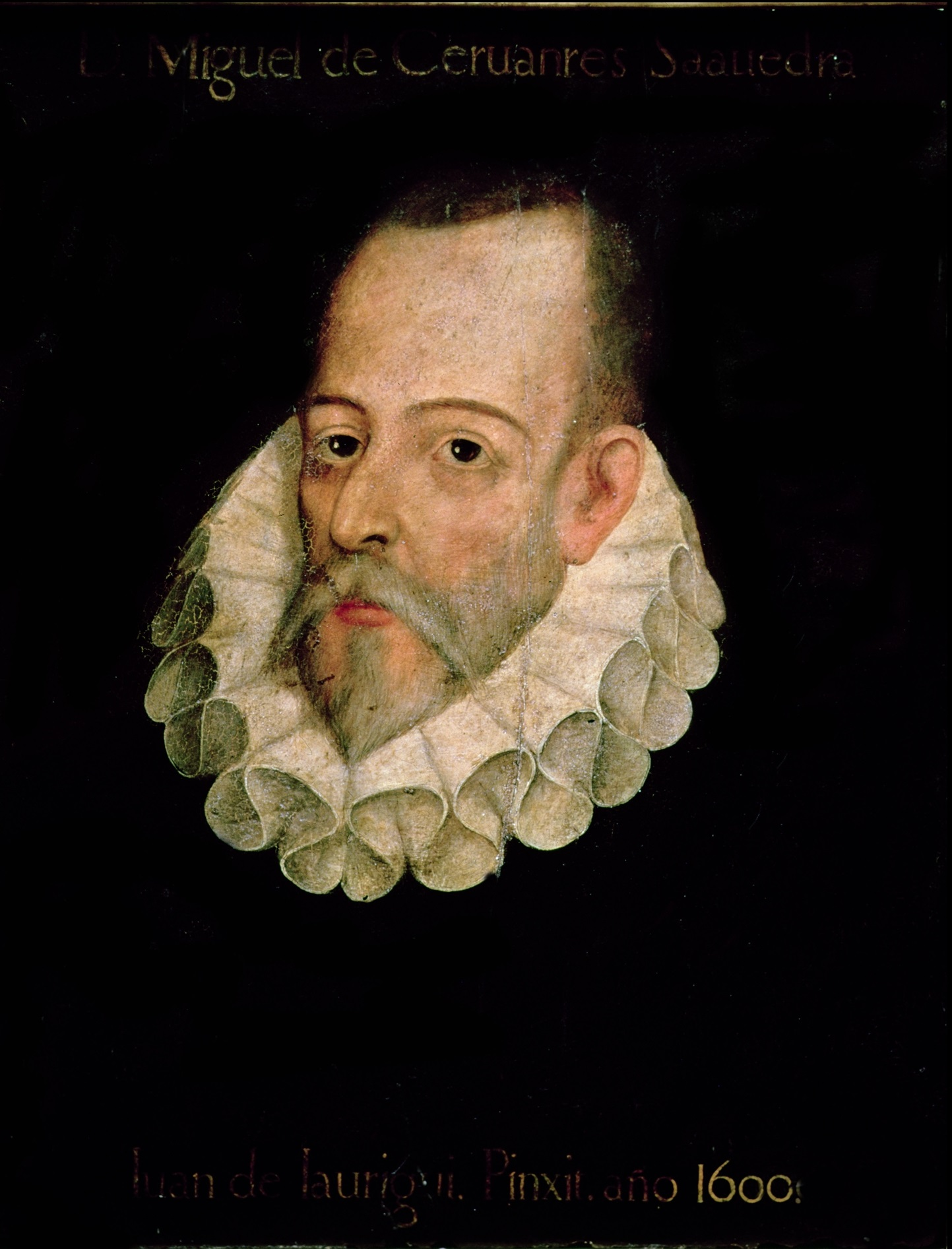
Miguel de Cervantes Saavedra (tablou atribuit lui Juan de Jáuregui și care se presupune că îl reprezintă pe Cervantes)

Denumirea institutului provine de la numele marelui romancier, poet și dramaturg spaniol Miguel de Cervantes Saavedra (născut la 29 septembrie 1547, la Alcalá de Henares - decedat la 22 aprilie 1616, la Madrid), cunoscut, mai cu seamă, prin romanul său „El ingenioso hidalgo don Quijote de la Mancha”.

## Conducerea Institutului Cervantes
- Președinte de Onoare al Institutului Cervantes: M. S. Regele Juan Carlos I
- Președinte Executiv: Președintele Guvernului Spaniol, José Luis Rodríguez Zapatero
- Președinte al Consiliului de Administrație: Secretarul de Stat cu Cooperarea Internațională, doamna Leire Pajín
- Directorul Institutului Cervantes: Carmen Caffarel Serra

De notat faptul că actualul Ministru al Culturii, César Antonio Molina, a fost director al Institutului Cervantes între anii 2004 - 2007, anul numirii sale în guvernul Zapatero.

## Institutul Cervantes în lume
În fiecare an, în lume, la Institutul Cervantes studiază peste 80.000 de elevi. Institutul Cervantes este cea mai mare instituție, la nivel mondial, de predare a limbii spaniole. Are locații în țări din diferite continente (Centros Cervantes și Aulas Cervantes - "Mari săli de lectură"), precum și o rețea de institute asociate. Acestea sunt:

### Centre Cervantes - Centros Cervantes
- Algeria (Alger)
- Austria (Viena)
- Belgia (Bruxelles)
- Bulgaria (Sofia)
- Brazilia (Rio de Janeiro, São Paulo, Brasília, Salvador, Bahia, Curitiba)
- China (Beijing)
- Cehia / Republica Cehă (Praga)
- Egipt (Cairo)
- Franța (Bordeaux, Lyon, Paris, Toulouse)
- Germania (Berlin, Bremen, Hamburg, Munchen), iar din decembrie 2007, la Frankfurt pe Main
- Grecia (Atena)
- Iordania (Amman)
- Irlanda (Dublin)
- Israel (Tel Aviv)
- Italia (Milano, Neapole, Palermo, Roma)
- Japonia (Tokyo)
- Liban (Beirut)
- Maroc (Casablanca, Fès/Fez, Rabat, Tanger, Tétouan, Marrakech)
- Filipine (Manila)
- Polonia (Varșovia, Cracovia)
- Portugalia (Lisabona)
- Regatul Unit (Leeds, Londra, Manchester)
- România (București)
- Rusia (Moscova)
- Serbia (Belgrad)
- Siria (Damasc)
- Statele Unite ale Americii (Albuquerque, Chicago, New York, Seattle, Universitatea din Washington)
- Suedia (Stockholm)
- Tunisia (Tunis)
- Turcia (Istanbul)
- Țările de Jos/ Olanda (Utrecht)
- Ungaria (Budapesta)

### Aulas Cervantes (Mari săli de lectură)
- Bulgaria (Sofia)
- Croația (Zagreb)
- India (New Delhi)
- Indonezia (Jakarta)
- Malaysia (Kuala Lumpur)
- Slovacia (Bratislava)
- Slovenia (Ljubliana)
- Vietnam (Hanoi)

### Institutul Cervantes din București
Sediul Institutului Cervantes din București se afla până în 2012 pe strada Marin Serghiescu la numărul 12, după care s-a mutat pe pe bulevardul Regina Elisabeta la nr. 38, la intersecția cu strada Ion Brezoianu (clădirea hotelului Cișmigiu, fostă Gambrinus, alături de o librărie Humanitas). Aici sunt oferite cursuri generale de limba spaniolă la toate nivelurile, cursuri speciale (conversație, cursuri pentru firme, cursuri de limba catalană), cursuri intensive, precum și cursuri dedicate formării și perfecționării profesorilor de limba spaniolă ca limbă străină.

## Premii
Pentru activitatea sa, în anul 2005, Institutul Cervantes a primit Premiul Príncipe de Asturias, la categoria Comunicare și Științe Umane.